# Roger C. Field
Pour les articles homonymes, voir Field.
 (décembre 2023).
Si vous disposez d'ouvrages ou d'articles de référence ou si vous connaissez des sites web de qualité traitant du thème abordé ici, merci de compléter l'article en donnant les références utiles à sa vérifiabilité et en les liant à la section « Notes et références ».
Roger C. Field (né le 31 juillet 1945 à Londres) est un designer industriel et un inventeur avec plus de 100 brevets.

## Biographie
Field grandit à Londres, Cantorbéry et en Suisse. Il fut pensionnaire dans les internats The King's School, à Cantorbéry et Aiglon College à Villars-sur-Ollon. En 1965, il se rendit en Californie pour faire des études de design industriel et a obtenu un diplôme du California College of the Arts. En 1972, il partit en Allemagne.
Field est également connu en tant que guitariste et a joué entre autres avec  Chet Atkins, avec lequel il était ami, et Merle Travis.
Son invention la plus connue est la Foldaxe, une guitare électrique pliable qu’il fit fabriquer pour Chet Atkins. On peut la voir dans le livre de Atkins Me and My Guitars. Field a emmené l’une de ses guitares Foldaxe dans un Concorde et a joué la chanson Mr. Sandman le 30 septembre 1987 comme gag publicitaire « à travers le mur du son ». Grâce à cette guitare, Field gagna un prix de designer important (Designer's Choice Award) aux États-Unis. Il a également été félicité pour cela par écrit par Raymond Loewy.
Field a photographié de nombreuses célébrités avec la Foldaxe, parmi lesquelles Keith Richards, Mick Jagger, Paul McCartney, Hank Marvin, David Copperfield et Eric Clapton. C’est grâce à l’intervention de Roger Field que Hank Marvin et Bruce Welch mirent fin à leur querelle qui avait duré plus de 10 ans et initièrent une tournée d’adieux de leur ancien groupe The Shadows à travers la Grande-Bretagne (2004) et l’Europe (2005).
Marcel Dadi composa sa chanson Roger Chesterfield pour Roger Field (CD Guitar Legend Volume 1).
Field est connu dans les médias à travers le monde comme étant un ami de Arnold Schwarzenegger et professeur d’anglais à Munich en 1968.